# Amro Tarek
Amro Tarek Abdel-Aziz, né le 17 mai 1992 à Los Angeles aux États-Unis, est un footballeur américano-égyptien. Il joue au poste de défenseur central.

## Biographie
Amro Tarek est prêté en janvier 2016 au Crew de Columbus, puis rejoint le club égyptien d'Ismaily SC durant l'été de la même année.
En mai 2018, il figure sur une liste provisoire de 29 joueurs égyptiens sélectionnés par Héctor Cúper pour participer à la Coupe du monde 2018, mais il n'est pas inclus dans la liste finale de 23 joueurs.
Le 27 janvier 2023, Amro Tarek est transféré à l'Austin FC où il s'engage pour une saison, entamant un troisième passage en Major League Soccer. Il ne parvient néanmoins pas à obtenir du temps de jeu et ne compte qu'une seule apparition, en Ligue des champions, lorsqu'il est libéré par l'Austin FC le 26 juillet 2023.

## Statistiques
| Saison                | Club                    | Championnat           | Championnat | Championnat | Coupe(s) nationale(s) | Coupe(s) nationale(s) | Compétition(s) continentale(s) | Compétition(s) continentale(s) | Compétition(s) continentale(s) | Total | Total |
| Saison                | Club                    | Division              | M.          | B.          | M.                    | B.                    | Comp.                          | M.                             | B.                             | M.    | B.    |
| 2013-2014             | El Gouna FC             | Premier League        | 15          | 0           | 1                     | 0                     | -                              | -                              | -                              | 16    | 0     |
| 2014-2015             | El Gouna FC             | Premier League        | 30          | 0           | 1                     | 0                     | -                              | -                              | -                              | 31    | 0     |
| Sous-total            | Sous-total              | Sous-total            | 45          | 0           | 2                     | 0                     | -                              | -                              | -                              | 47    | 0     |
| 2015-2016             | Betis Séville           | Liga BBVA             | 0           | 0           | 0                     | 0                     | -                              | -                              | -                              | 0     | 0     |
| 2016                  | Crew de Columbus (prêt) | MLS                   | 1           | 0           | 0                     | 0                     | -                              | -                              | -                              | 1     | 0     |
| 2016-2017             | ENPPI Club              | Premier League        | 23          | 0           | 2                     | 0                     | -                              | -                              | -                              | 25    | 0     |
| 2017-2018             | Wadi Degla              | Premier League        | 11          | 0           | 0                     | 0                     | -                              | -                              | -                              | 11    | 0     |
| 2018                  | Orlando City            | MLS                   | 20          | 1           | 2                     | 0                     | -                              | -                              | -                              | 22    | 1     |
| 2019                  | Red Bulls de New York   | MLS                   | 20          | 1           | 1                     | 0                     | -                              | -                              | -                              | 21    | 1     |
| 2020                  | Red Bulls de New York   | MLS                   | 12          | 0           | -                     | -                     | -                              | -                              | -                              | 12    | 0     |
| 2021                  | Red Bulls de New York   | MLS                   | 13          | 0           | 0                     | 0                     | -                              | -                              | -                              | 13    | 0     |
| Sous-total            | Sous-total              | Sous-total            | 45          | 1           | 1                     | 0                     | -                              | -                              | -                              | 46    | 1     |
| 2021-2022             | El Gouna FC             | Premier League        | 24          | 1           | 1                     | 0                     | -                              | -                              | -                              | 25    | 1     |
| 2022-2023             | Al-Masry SC             | Premier League        | 7           | 0           | 0                     | 0                     | -                              | -                              | -                              | 7     | 0     |
| 2023                  | Austin FC               | MLS                   | 0           | 0           | 0                     | 0                     | LCC                            | 1                              | 0                              | 1     | 0     |
| Total sur la carrière | Total sur la carrière   | Total sur la carrière | 177         | 3           | 8                     | 0                     | -                              | 1                              | 0                              | 186   | 3     |